# عملية اللحم المفروم

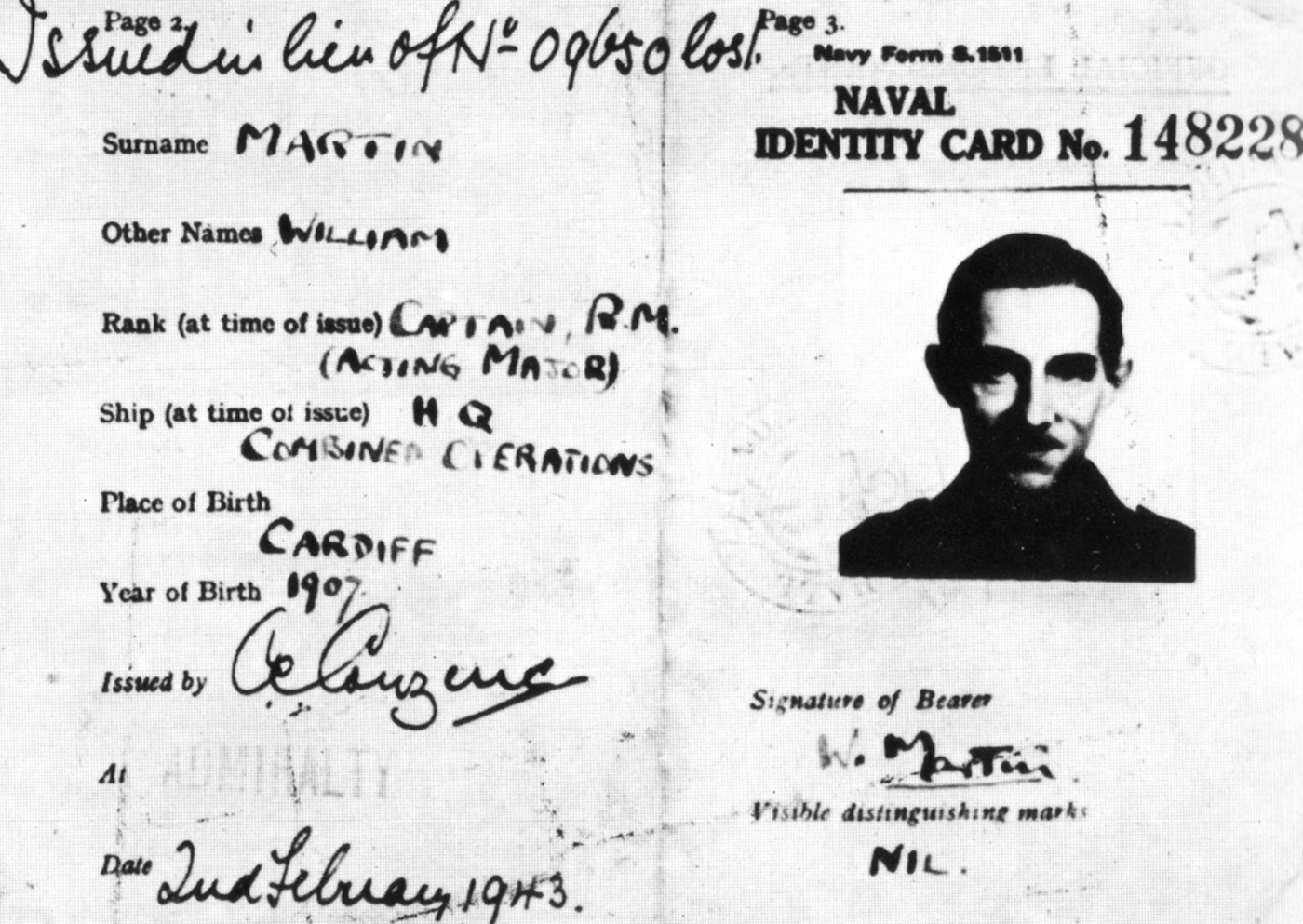
بطاقة الهوية البحرية المزيفة للرائد مارتن مع وضع صورة روني ريد

عملية اللحم المفروم (بالإنجليزية: Operation Mincemeat)‏ هي عملية استخبارية قامت بها بريطانيا خلال الحرب العالمية الثانية لتمويه اجتياح الحلفاء لجزيرة صقلية، وذلك عن طريق إيهامهم أن اليونان وجزيرة سردينيا هما محط أنظار الحلفاء، ما دفع الألمان إلى إرسال التعزيزات إليهما وترك جزيرة صقلية بدون حماية فعلية مما سهل من مهمة غزو الحلفاء لصقلية في يوليو 1943 والسيطرة عليها.
كانت هذه العملية جزءًا من عملية أكبر تسمى عملية (باركلي)، وكانت العملية تتضمن حصول اثنين من أعضاء المخابرات البريطانية على جثة غليندور مايكل، وهو متشرد مات منتحراً جراء تناول سم الفئران، وتم إلباسه كضابط في قوات البحرية الملكية ووضع أغراض شخصية عليه تعرف عنه على أنه الرائد الوهمي وليام مارتن، ووضعوا بحوزته مراسلات بين جنرالين البريطانيين تفيد أن الحلفاء يخططون لغزو اليونان وسردينيا، مع صقلية باعتبارها مجرد هدف للخداع.
صنفت عملية اللحم المفروم كواحدة ضمن أكثر الخدع الإستخباراتية الناجحة في التاريخ، حيث ساهمت في غزو صقلية خلال 6 أيام فقط وبخسائر أقل بكثير من المتوقع وساهمت لاحقاً في نجاح «عملية هسكي» خلال غزو إيطاليا عام 1943 والسرعة في حصار حكومة موسيليني أكبر حلفاء هتلر وإسقاط نظامه في 25 يوليو 1943، ساهم أيضاً الغزو السريع لصقلية بإقناع قادة الحلفاء باستكمال حملة إيطاليا وفتح جبهة قتال ثانية مع النازيين ساهمت في تخفيف الضغط على الجبهة الشرقية السوفيتية.
بعض تفاصيل هذه العملية نشرت لأول مرة عام 1950 في رواية "Operation Heartbreak" من تأليف داف كوبر وزير الدولة البريطاني أثناء الحرب، لكن التفاصيل الكاملة نشرها ظابط الاستخبارات البريطاني إيوين مونتاجو الذي خطط واشرف على هذه العملية ونشرها في كتاب "The Man Who Never Was" الذي صدر عام 1953 قبل أن يتحول إلى فيلم بنفس الأسم عام 1956.

## الخلفية

### الإلهام وراء الخطة
بعد وقت قصير من اندلاع الحرب العالمية الثانية، أصدر الأدميرال البحري جون غودفري ومساعده الشخصي إيان فليمنغ مذكرة أسماها مذكرة سمكة التراوت، والتي اقترح فيها بعض الخطط لخداع قوات العدو، حملت الخطة رقم ثمانية وعشرين في تلك المذكرة اسم (مقترح)، وكانت تتلخص في زرع وثائق مضللة في جسد شخص متوفٍ، وجعلها تقع في أيدي العدو.
في شهر أكتوبر من عام 1942 وضع ضابط الاستخبارات البريطانية تشارلز كولمونديلي نسخته المعدلة من هذه الخطة والتي كانت على النحو التالي: نحصل على جثة من أحد مستشفيات لندن... تملأ الرئتان بالماء وتوضع المستندات في الجيب الداخلي، ثم تسقط الجثة من طائرة ليبدو وكأنه حادث، وعند العثور عليها، قد يكون الافتراض في عقل العدو أن إحدى طائراتنا إما أُطلق عليها النار، أو أُسقطت وأن هذا الشخص أحد ركابها.
في البداية رُفضت الخطة لكونها غير قابلة للتنفيذ، لكن قائده عين ضابط الاستخبارات إيوين مونتاغو ليعمل معه على تطوير الخطة وتحسينها بشكل أفضل.

## الوضع العسكري
مع نجاح الحلفاء في حملتهم على شمال أفريقيا في عام 1942، اتجهت أنظار المخططين العسكريين إلى الهدف التالي، لم يكن ممكنًا وقتها مهاجمة فرنسا انطلاقًا من بريطانيا، كما أن رئيس الوزراء البريطاني وينستون تشرشل أراد استخدام قوات الحلفاء الموجودة في شمال أفريقيا لمهاجمة نقطة ضعف أوروبا، وكان يوجد خياران محتملان؛ الأول هو احتلال صقلية ما سيفتح الطريق في أمام أساطيل الحلفاء ويسهل الوصول إلى اليابسة الأوروبية انطلاقًا من إيطاليا. كانت اليونان هي الخيار الثاني من أجل محاصرة القوات الألمانية بين فكي الكماشة السوفيتية من جهة، والبريطانية الأمريكية من جهة أخرى، اتفق الحلفاء في مؤتمر الدار البيضاء في يناير عام 1943 على اختيار صقلية كهدف ووضعوا شهر يوليو كموعد نهائي لتنفيذ الخطة رغم المخاوف المحيطة بالقرار، كون صقلية خيارًا واضحًا، ولصعوبة إخفاء عمليات الاستعداد العسكرية.
كانت منطقة البلقان حساسة جدًا بالنسبة لأدولف هتلر، لأنها كانت مخزنًا كبيرًا للعديد من المواد الأولية التي كان يحتاجها، هذه الحساسية دفعت الحلفاء إلى إطلاق عملية باركلي الوهمية من أجل اللعب على وتر مخاوفه، وإيهامه أن البلقان هي هدف الحلفاء القادم. أسس الحلفاء مركزًا شكليًا للقيادة في القاهرة، وأجرى الجيش الثاني عشر مناورات في سوريا مع مبالغة في أعداد الجنود والمعدات، وجنّد الحلفاء مترجمين يونانيين وجمعوا عددًا كبيرًا من الخرائط والعملات اليونانية، وأجروا اتصالات وهمية حول تحركات القوات.
كل هذا كان بغرض تحويل أنظار هتلر عن الهدف الحقيقي والذي كان مقره الرئيسي في تونس ويعمل بكل صمت على وضع خطط احتلال صقلية.

## تبلور الخطة
انضم الرائد فرانك فولي إلى كل من تشارلز كولمونديلي وإيوين مونتاغو لمساعدتهما في بلورة الخطة وزيادة فعاليتها، وكان الحصول على جثة مناسبة أكبر العقبات، فالبرغم من وجود عدد كبير من الجثث في أيام الحرب، لكن الجثة التي يحتاجونها تتطلب مواصفات محددة، أولها عدم وجود أقارب يطالبون بها، وثانيًا أن يكون سبب الوفاة مشابهًا لظروف الغرق. تواصل مونتاغو مع الطبيب الشرعي العام لمدينة لندن بينتلي بورشيس الذي تعهد بمساعدتهم، وفي الثامن والعشرين من يناير عام 1943 اتصل بهم الطبيب الشرعي وأخبرهم بوجود جثة مناسبة تعود إلى المتشرد غليندور مايكل الذي فارق الحياة بسبب تناوله لسم الفئران.
أبقيت الجثة في براد المشرحة بدرجة حرارة أربعة مئوية للحفاظ على شكلها دون تغيير، وشرح لهم الطبيب بينتلي بورشيس أن لديهم مهلة ثلاثة أشهر قبل أن تفسد. اختار مونتاغو اسم العملية من بين مجموعة من الأسماء المتاحة وفي فبراير من عام 1943 قدم كولمونديلي ومونتاغو خطتهما لقادتهما.
تضمنت الخطة وضع وثائق في الجثة، وجعلها تطوف قبالة سواحل إسبانيا التي بالرغم من أنها كانت بلدًا محايدًا في الحرب، لكنها كانت على تعاون استخباري مع ألمانيا النازية. 
بدأ كولمونديلي ومونتاغو بخلق شخصية وهمية من الصفر، اختاروا الاسم ورتبة الرائد بعناية، إذ إن رتبة رائد بالوكالة هي كبيرة بما يكفي كي تؤتَمَن على المستندات الحساسة، لكنها ليس بارزة لدرجة أن يتوقع أن يعرفه أي شخص. وبغرض تعزيز وجود هذا الشخص كإنسان حقيقي، أضاف كولمونديلي ومونتاغو العديد من التفاصيل إلى حياته، ومن بين هذه التفاصيل التي كانت ستوضع مع جثته صورة لخطيبته التي تدعى بام (صاحبة الصورة الحقيقية هي إحدى عميلات جهاز الاستخبارات البريطاني وتدعى جين ليسلي)، ورسالتان غراميتان من خطيبته، إيصال بخاتم خطوبة ماسي بقيمة 53 جنيه إسترليني، ورسالة من والده المفترض، ورسالة من محامي العائلة، ورسالة من بنك يطالبه فيها ببعض النقود المستحقة عليه، بالإضافة إلى مجموعة من المتعلقات الشخصية الأخرى.
واجه الفريق عقبة أخرى تمثّلت في فشلهم في التقاط صورة للجثة في الملابس العسكرية دون أن تبدو جثة، فبحثوا مطولًا عن شخص يشبهه لوضع صورته على الهوية العسكرية، ثم مسحها مونتاغو ببنطاله لمدة ثلاثة أسابيع كي تبدو قديمة بينما ارتدى كولمونديلي البدلة العسكرية لتبدو مستعملة.

### المستندات المزيفة
وضع مونتاغو ثلاثة معايير للوثيقة التي تضمنت تفاصيل الخطط المزيفة لاحتلال البلقان، وقال إنه يجب تحديد الهدف بشكل عرضي ولكن واضح، وأنه يجب تسمية صقلية وموقع آخر كغطاء، ويجب أن يكون ذلك في مراسلات غير رسمية لا تُرسل عبر البريد الدبلوماسي، أو الإشارة المشفرة. 
كانت الوثيقة الرئيسية هي رسالة شخصية من الفريق أرشيبالد ناي، نائب رئيس الأركان العامة الإمبراطورية (الذي كان على اطلاع كبير على العمليات العسكرية الجارية) إلى الجنرال السير هارولد ألكساندر، قائد المجموعة العسكرية الثامنة عشرة الأنجلو أمريكية في الجزائر وتونس تحت قيادة أيزنهاور.
لم يحصلوا على نتائج مرضية بعد عدة محاولات لصياغة الوثيقة، فوُضع اقتراح أن يضع ناي الرسالة بنفسه لتغطية النقاط المطلوبة، وكانت النتيجة رائعة للغاية.

## التنفيذ
في الساعات الأولى من يوم 17 أبريل 1943، كانت جثة مايكل ترتدي ملابس مارتن، وتحمل جميع أغراضه الشخصية، ثم وضعت الجثة في حاوية معدنية مملوءة 9.5 كيلوغرام من الثلج الجاف، نقلت الحاوية في سيارة مغلقة، وسافر كولمونديلي ومونتاغو في الجزء الخلفي من الشاحنة، التي قادت طوال الليل إلى غرينوك، غرب إسكتلندا، حيث وضعت الحاوية على متن الغواصة سيراف.
كان قائد سيراف، الملازم بيل جيويل، وطاقمه ذوي خبرة في العمليات الخاصة. أخبر جيويل رجاله أن الحاوية تحتوي على جهاز سري للغاية للأرصاد الجوية سيوضع بالقرب من إسبانيا، وفي الساعة الرابعة من فجر يوم 30 أبريل، طَفت الغواصة فوق سطح الماء مقابل الساحل الإسباني ورُميت الجثة في الماء. 

## تعامل الإسبان مع الجثة
في صباح اليوم نفسه عثر أحد الصيادين على الجثة، وأخبر السلطات التي أرسلتها إلى مدينة ولبة، أُخبِر القنصل البريطاني رسميًا بالأمر. أبلغ نائب القنصل هاسيلدين السلطات البريطانية بالأمر، واستمرت المراسلات المعدة مسبقًا لمدة أسبوع. كان البريطانيون على علم بأن الألمان فكوا الشيفرة، وأنهم يراقبون البرقيات التي أصر فيها العسكريون البريطانيون على استعادة الجثة وكل متعلقاتها مهما كان الثمن. 
في الأول من شهر مايو أجري تشريح شكلي للجثة، ودفنت في اليوم التالي في مقبرة المدينة في مراسم تشريفية رسمية بينما أرسلت حوائجه الشخصية إلى مدينة سان فيرناندو قبل أن يعاد إرسالها إلى مدريد، وقد صُوّرت في سان فيرناندو من قبل عملاء الاستخبارات الألمانية التي كان يرأسها الأدميرال ويلهيلم كاناريس.

## رد الفعل الألماني
أخبر هتلر موسيليني أنه يجب حماية اليونان وجزيرة سردينيا وجزيرة كورسيكا مهما كلف الثمن، ونقل الكثير من القوات إلى تلك المناطق، وزاد من دفاعاتها بحلول شهر يونيو، وفي التاسع من شهر يوليو اجتاح الحلفاء جزيرة صقلية، وتظهر البرقيات المعترضة أنه حتى بعد مرور أربع ساعات على الهجوم على صقلية غادرت 21 طائرة جزيرة صقلية لكي تعزز دفاعات سردينيا.
وحتى بعد مرور وقت لا بأس به من الهجوم، كان هتلر لا يزال مقتنعًا أن الهجوم على البلقان كان وشيكًا، وفي أواخر شهر يوليو كلّف هتلر الجنرال رومل بالدفاع عن المنطقة لكن الأوان كان قد فات.